# Răcușana, Bacău
Răcușana este un sat în comuna Podu Turcului din județul Bacău, Moldova, România.